# Tony Jay
Tony Jay, född 2 februari 1933 i London, död 13 augusti 2006 i Los Angeles, var en brittisk skådespelare. Han var tidigare medlem av Royal Shakespeare Company och var känd som röstskådespelare i animation, film och datorspel. Jays distinkta barytonröst gav honom ofta roller som skurk, till exempel den onde Claude Frollo i Disneys Ringaren i Notre Dame (1996).

## Filmografi (urval)
- 1981 – Time Bandits – Supreme Being
- 1987–1990 – Skönheten och odjuret – Paracelsus
- 1987–1994 – Star Trek: The Next Generation – Minister Campio
- 1988 – Min fru är en utomjording – Council Chief
- 1988 – Twins – Werner
- 1990–1991 – Twin Peaks – Dougie Milford
- 1990–1991 – Luftens hjältar – Shere Khan
- 1991 – Skönheten och odjuret – Dr. Mörk (Monsieur D'Arque)
- 1992 – Tom & Jerry gör stan osäker – Hilton (Lickboot)
- 1994–1996 – Teenage Mutant Ninja Turtles – Alex Winter, Dregg, Megavolt[6]
- 1996 – Ringaren i Notre Dame – Claude Frollo
- 1999 – Austin Powers: The Spy Who Shagged Me – berättare
- 2002 – Skattkammarplaneten – berättare
- 2003 – Djungelboken 2 – Shere Khan